# スパンキング
スパンキング（spanking）は、体罰や性的興奮を得るために、平らな物や平手でお尻を叩くこと。

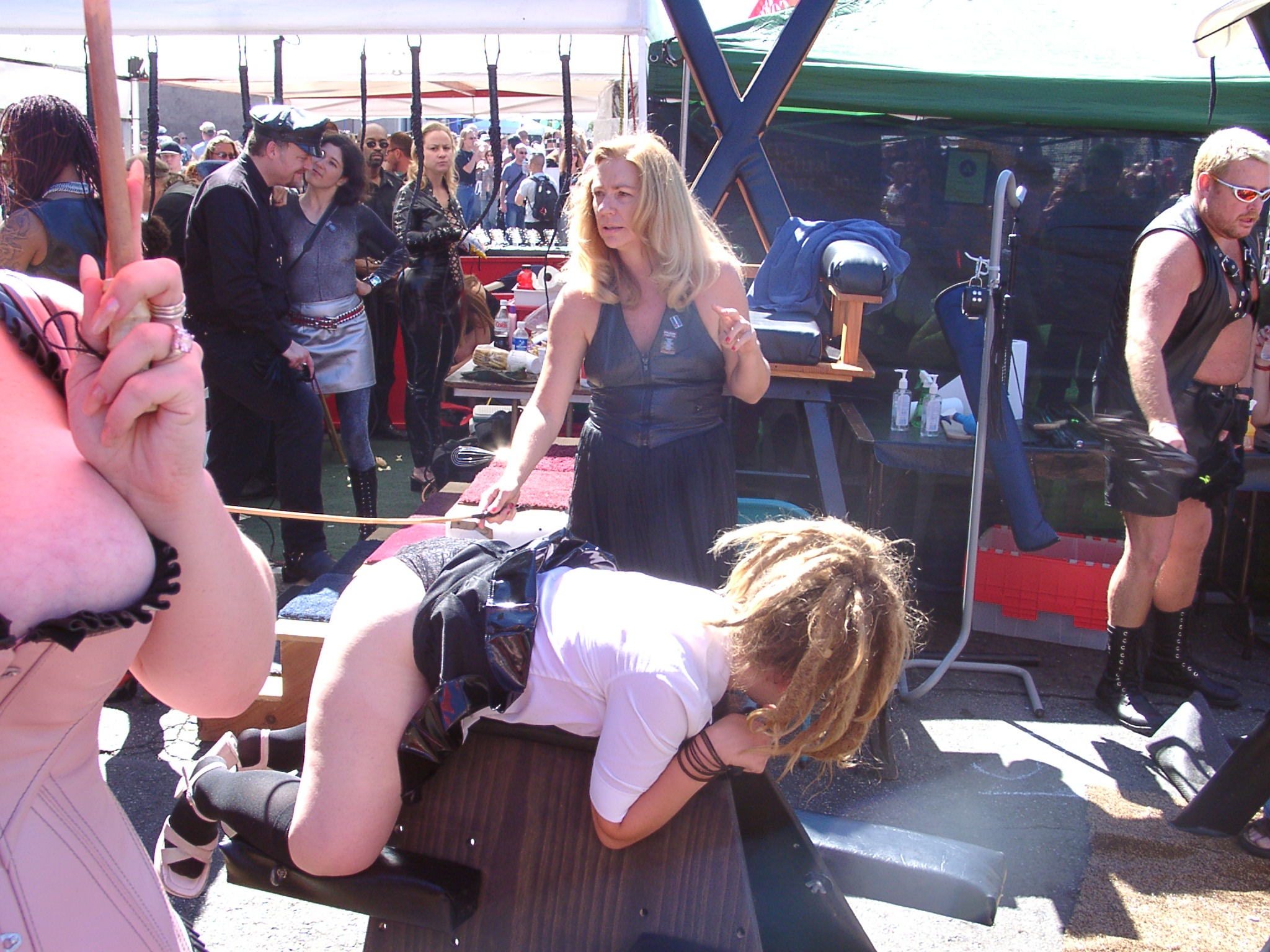
サンフランシスコでの2004年フォルソム ストリート フェアーで。

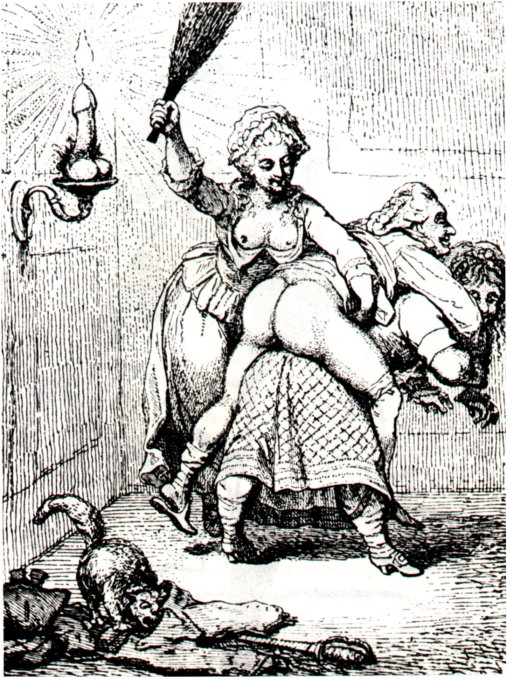
1780年頃

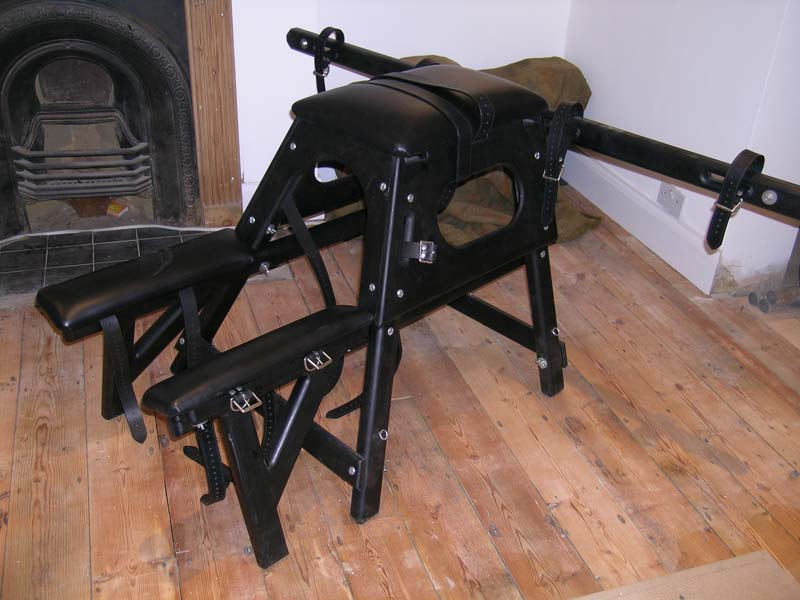
スパンキング ベンチ

スパンキングがお尻叩きの総称となっている感があるが、叩く道具によって呼び方が異なる。即ち
- ケイニング(ケイン、籐)
- スリッパリング(スリッパ)
- パドリング(パドル)
- ウィッピング(鞭）

等であり、特に平手でのスパンキングは英国ではスマッキングと呼ばれる。
なお、これに類する行為である「尻叩き」は別項で記述する。

## 体罰としてのスパンキング
体罰、躾としてのスパンキングはディシプリンスパンキング(discipline-spanking)と呼ばれ欧米では長い伝統を誇るが、特に子供へのスパンキングには賛否をめぐって激しい論争が繰り広げられている。

## 性的ロールプレイとしてのスパンキング
性行為中や前戯の一環などで、性的ロールプレイで性的な快楽を得るために誰かを叩いたり、叩かれたりすることを好む人もいる。ラブスパンキング(love-spanking)とも呼ばれる。BDSMの一分野と見なされることもある。

## 関連用語

### OTK
OTKは、Over the Knee の頭文字、つまり「膝の上」を意味する。
スパンキングにおいて、膝の上にうつぶせにして叩くのが一般的なスタイルなため、この略称で呼ばれる。受け手が暴れる場合は外側の腕を背中の上で押さえつけたり、両足で受け手の足を挟み込むと、暴れる手段がなくなる為効果的である。

### コーナータイム
コーナータイムは、スパンキングの後、部屋の隅に立たせる行為。お尻を露出させた状態で立たせることが多い。辱めるため、また興奮や混乱を鎮める効果を見込んで行う。

### ベントオーバー
ベントオーバー(bent over)は、OTKと共にスパンキングの基本姿勢の一つで、腰を折ってお尻を突き出す。上半身は机にうつ伏せになったり、椅子に手をついたり、四つん這いになる。OTKではヘアブラシ以外の短い道具の以外の使用が難しいのに対して、ベントオーバーは道具としてパドルやケインなどが使える。

### 抱き抱え、抱え込み
その名の通り、脇に抱き抱えて叩くスタイル。漫画、アニメでは珍しくないスタイルだが、見てわかるように片手で長時間持ち上げることになる。子供ならまだしも、大人を抱えるのは体力的に困難なためスパンキングビデオなどではまず見られない。しかし、ベントオーバーの体勢の相手の腰に片腕を廻した、擬似抱き抱えのようなスタイルは稀に見ることが出来る。

### 国内
日本国内でも、海外のアダルトビデオが多く流通した影響から愛好家が増えている傾向にある。また、海外ほどハードではないものの国内アダルトビデオでもスパンキングシーンが多く見られるようになった。